# Bottenskikt
Bottenskiktet är inom botaniken den del av vegetationen som utgörs av markväxande mossor och lavar. Bottenskikt finns i de flesta naturtyper men kan saknas på exempelvis havsstrandängar och sanddyner, där vegetationen endast består av ett fältskikt.
I Nordens skogar avspeglar bottenskiktets artsammansättning framför allt markfuktigheten. Det existerar fem markfuktighetstyper: skarp, med mycket dålig vattentillgång, torr, med dålig vattentillgång, frisk, med god vattentillgång, fuktig, med riklig vattentillgång samt våt, med mycket riklig vattentillgång. Lavar dominerar på skarp mark, medan lavar och mossor förekommer tillsammans på torr mark. På frisk mark växer nästan enbart mossor, främst husmossa, på fuktig mark även vitmossor. På våt mark dominerar vitmossor tillsammans med andra sump- och kärrmossor.